# ديدم ماداك
ديدم ماداك شاعرة تركية ولدت عام 1970م، واتمت دراستها الثانوية في ازمير، وتخرجت من كلية الحقوق في التاسع من سبتمبر. واُعدت اشعارها للنشر في لودين جيرا /اُجوز وسومبهار. ذهب ابيها بعد دراستها الابتدائية إلى تركيا لبعثه دبلوماسية في Cenevre-İsviçre، واكملت دراستها الثانوية في مدرسة كلية كالفين College Calvin.

## أعمالها
وتخرجت ديدم ماداك عام 1984 في قسم الفلسفة في كلية لونج بيتش Long Beach، ولاية كاليفورنيا، الولايات المتحدة الأمريكية. ثم عادت إلى تركيا وبدأت في الماجستير في (Orta Doğu Teknik Üniversitesi( ODTÜ جامعة تقنية الشرق الأوسط. ثم اشتغلت كمدرس في قسم الفلسفة جامعة Boğaziçi. في عام 1992 ترجمت ديدم رواية S للكاتب الأمريكي جون أبدايك من اللغة الفرنسية واللغة الإنجليزية وطبعتها دار نشر كريدى. وكذلك في عام 2000 ترجمت رواية An Equal music للكاتب الهندي فيكرام سيث إلى اللغة التركية.
اعدت بانتظام من عام 1996-2004 برامج ادبية وموسيقية وكلاسيكية للراديو الثالث TRT( Türkiye Radyo Televizyon Kurumu). بالإضافة إلى إنها على مدار عام 1996 قدمت برنامجًا وجهزته لاذاعة مباشرة يُسمى الموسقى وعلم الاساطير. قد اعطت على مدار الاربع فصول الدراسية لعامى 2002-2003 دروساً حول النظرية الجمالية من افلاطون إلى الحاضر في قسم المسرح جامعة اسطنبول. واعطت في العام الدراسى 2003-2004 دروساً عن فلسفة الفن لطلاب الدراسات العليا في قسم الموسيقى جامعة بلجي (Bilgi). وكانت تكتب اسبوعيًا منذ شهر يناير 2001 نقد أدبي تحت عنوان فن الكتابة في ملحق كتاب جريدة الجمهورية. وحصلت على جائزة الشعر مكتبة الانقلاب لكتابها الأول أوراق الجرابون أو Grapon kağıtları. ولقبت ديدم بكاتبة الاشعار المزهرة.

## مؤلفاتها
- كتاب شجرة الآهات Ahlar ağacı في عام 2000م[2]
- كتاب أوراق الجرابون Grapon kağıtları في عام 2002م
- كتاب حي البولبيبير Pulbiber mahallesi في عام 2007م

## وفاتها
توفيت في 24 من يونيه عام 2011 عن عمر يناهز ال 41 عامًا في بسبب مرض السرطان. ودفنت في اديرنكاب.

## وصلات خارجية
- حساب ديدم ماداك على.